# Bundestagswahlkreis Speyer
Der Bundestagswahlkreis Speyer war von 1949 bis 1965 ein Wahlkreis in Rheinland-Pfalz. Er umfasste
die kreisfreien Städte Speyer und Landau in der Pfalz sowie die Landkreise Speyer, Landau in der Pfalz und Germersheim.
Nach der Auflösung des Wahlkreises Speyer wurde sein Gebiet zur Bundestagswahl 1965 auf die Wahlkreise Neustadt – Speyer und Landau aufgeteilt. Der Wahlkreis wurde stets von Kandidaten der CDU gewonnen, zuletzt von Albert Leicht.

## Wahlkreissieger
| Jahr | Name          | Partei | Erststimmen |
| ---- | ------------- | ------ | ----------- |
| 1961 | Albert Leicht | CDU    | 54,2 %      |
| 1957 | Albert Leicht | CDU    | 56,8 %      |
| 1953 | Eduard Orth   | CDU    | 54,7 %      |
| 1949 | Eduard Orth   | CDU    | 52,7 %      |

## Wahlkreisgeschichte
| Wahl      | Wahlkreisname | Gebiet                                                                                              |
| --------- | ------------- | --------------------------------------------------------------------------------------------------- |
| 1949      | 15 Speyer     | Speyer, Landau in der Pfalz, Landkreis Speyer, Landkreis Landau in der Pfalz, Landkreis Germersheim |
| 1953–1961 | 162 Speyer    | Speyer, Landau in der Pfalz, Landkreis Speyer, Landkreis Landau in der Pfalz, Landkreis Germersheim |

## Wahlergebnisse

### Bundestagswahl 1961
| Kandidaten                     | Kandidaten                 | Parteien/Listen   | Erststimmen | Erststimmen | Zweitstimmen | Zweitstimmen |
| Kandidaten                     | Kandidaten                 | Parteien/Listen   | Stimmen     | %           | Stimmen      | %            |
| ------------------------------ | -------------------------- | ----------------- | ----------- | ----------- | ------------ | ------------ |
|                                | Luise Herklotz             | SPD               | 43.790      | 31,3        | 43.229       | 31,3         |
|                                | Albert Leichtgewählt im WK | CDU               | 75.808      | 54,2        | 74.115       | 53,6         |
|                                | Josef Rudolf Quarz         | FDP               | 15.018      | 10,7        | 15.441       | 11,2         |
|                                | Martin Altmann             | GDP               | 584         | 0,4         | 634          | 0,5          |
|                                | Rudolf Theuring            | DFU               | 1.856       | 1,3         | 1.883        | 1,4          |
|                                | Walter Stockerl            | DRP               | 2.534       | 1,8         | 2.606        | 1,9          |
|                                | Alfred Wolf                | DG                | 271         | 0,2         | 275          | 0,2          |
| Gesamt                         | Gesamt                     | Gesamt            | 139.861     | 100         | 138.183      | 100          |
|                                |                            |                   |             |             |              |              |
| Ungültige Stimmen              | Ungültige Stimmen          | Ungültige Stimmen | 5.541       | 3,8         | 7.219        | 5,0          |
| Wähler                         | Wähler                     | Wähler            | 145.402     | 89,4        | 145.402      | 89,4         |
| Wahlberechtigte                | Wahlberechtigte            | Wahlberechtigte   | 162.624     |             | 162.624      |              |
|                                |                            |                   |             |             |              |              |
| Quellen: Der Bundeswahlleiter, |                            |                   |             |             |              |              |

### Bundestagswahl 1957
| Kandidaten                     | Kandidaten                 | Parteien/Listen   | Erststimmen | Erststimmen | Zweitstimmen | Zweitstimmen |
| Kandidaten                     | Kandidaten                 | Parteien/Listen   | Stimmen     | %           | Stimmen      | %            |
| ------------------------------ | -------------------------- | ----------------- | ----------- | ----------- | ------------ | ------------ |
|                                | Albert Leichtgewählt im WK | CDU               | 75.172      | 56,8        | 74.400       | 56,7         |
|                                | Max Seither                | SPD               | 38.404      | 29,0        | 37.970       | 28,9         |
|                                | Georg Müller               | FDP               | 12.204      | 9,2         | 11.961       | 9,1          |
|                                | Adolf Herp                 | GB/BHE            | 1.547       | 1,2         | 1.603        | 1,2          |
|                                | Friedrich Hüther           | DP                | 2.122       | 1,6         | 2.346        | 1,8          |
|                                | Heinz Doll                 | DRP               | 2.115       | 1,6         | 2.229        | 1,7          |
|                                | Josef Weber                | BdD               | 359         | 0,3         | 346          | 0,3          |
|                                | Ernst Ott                  | DG                | 445         | 0,3         | 376          | 0,3          |
| Gesamt                         | Gesamt                     | Gesamt            | 132.368     | 100         | 131.231      | 100          |
|                                |                            |                   |             |             |              |              |
| Ungültige Stimmen              | Ungültige Stimmen          | Ungültige Stimmen | 5.424       | 3,9         | 6.561        | 4,8          |
| Wähler                         | Wähler                     | Wähler            | 137.792     | 90,0        | 137.792      | 90,0         |
| Wahlberechtigte                | Wahlberechtigte            | Wahlberechtigte   | 153.061     |             | 153.061      |              |
|                                |                            |                   |             |             |              |              |
| Quellen: Der Bundeswahlleiter, |                            |                   |             |             |              |              |

### Bundestagswahl 1953
| Kandidaten                     | Kandidaten        | Parteien/Listen   | Erststimmen | Erststimmen | Zweitstimmen | Zweitstimmen |
| Kandidaten                     | Kandidaten        | Parteien/Listen   | Stimmen     | %           | Stimmen      | %            |
| ------------------------------ | ----------------- | ----------------- | ----------- | ----------- | ------------ | ------------ |
|                                | −gewählt im WK    | CDU               | 66.573      | 54,7        | 66.765       | 54,2         |
|                                | −                 | SPD               | 33.483      | 27,5        | 33.040       | 26,8         |
|                                | −                 | FDP               | 12.817      | 10,5        | 12.013       | 9,8          |
|                                | −                 | GB/BHE            | 1.574       | 1,3         | 1.440        | 1,2          |
|                                | −                 | DP                | –           | –           | 587          | 0,5          |
|                                | −                 | KPD               | 2.863       | 2,4         | 2.833        | 2,3          |
|                                | −                 | GVP               | 1.593       | 1,3         | 2.071        | 1,7          |
|                                | −                 | DRP               | –           | –           | 4.425        | 3,6          |
|                                | −                 | DNS               | 2.808       | 2,3         | –            | –            |
| Gesamt                         | Gesamt            | Gesamt            | 121.711     | 100         | 123.174      | 100          |
|                                |                   |                   |             |             |              |              |
| Ungültige Stimmen              | Ungültige Stimmen | Ungültige Stimmen | 6.227       | 4,9         | 4.764        | 3,7          |
| Wähler                         | Wähler            | Wähler            | 127.938     | 87,5        | 127.938      | 87,5         |
| Wahlberechtigte                | Wahlberechtigte   | Wahlberechtigte   | 146.160     |             | 146.160      |              |
|                                |                   |                   |             |             |              |              |
| Quellen: Der Bundeswahlleiter, |                   |                   |             |             |              |              |

### Bundestagswahl 1949
| Kandidaten                     | Kandidaten        | Parteien/Listen   | Erststimmen | Erststimmen | Zweitstimmen | Zweitstimmen |
| Kandidaten                     | Kandidaten        | Parteien/Listen   | Stimmen     | %           | Stimmen      | %            |
| ------------------------------ | ----------------- | ----------------- | ----------- | ----------- | ------------ | ------------ |
|                                | −                 | SPD               | –           | –           | 31.858       | 30,6         |
|                                | –                 | CDU               | –           | –           | 54.850       | 52,7         |
|                                | –                 | FDP               | –           | –           | 12.521       | 12,0         |
|                                | −                 | KPD               | –           | –           | 4.771        | 4,6          |
| Gesamt                         | Gesamt            | Gesamt            | 0           | 100         | 104.000      | 100          |
|                                |                   |                   |             |             |              |              |
| Ungültige Stimmen              | Ungültige Stimmen | Ungültige Stimmen | 108.892     | 100,0       | 4.892        | 4,5          |
| Wähler                         | Wähler            | Wähler            | 108.892     | 84,0        | 108.892      | 84,0         |
| Wahlberechtigte                | Wahlberechtigte   | Wahlberechtigte   | 129.600     |             | 129.600      |              |
|                                |                   |                   |             |             |              |              |
| Quellen: Der Bundeswahlleiter, |                   |                   |             |             |              |              |